# وایس گاندا
وایس گاندا (انگلیسی: Vice Ganda؛ زادهٔ ۳۱ مارس ۱۹۷۶) مجری تلویزیون، کمدین، بازیگر، بازیگر تلویزیون، و خواننده اهل فیلیپین است. وی از سال ۱۹۹۷ میلادی تاکنون مشغول فعالیت بوده است.